# Teads
Teads, pour « Technology for Advertising », est une entreprise spécialisée dans la vidéo publicitaire en ligne. L'entreprise joue le rôle à la fois de régie et de fournisseur de technologie avec principalement son format dénommé « inRead ». Au départ simple start-up basée à Montpellier, plusieurs fusions-acquisitions ont transformé l'entité en groupe présent à l'international.
Bien que la société mère soit enregistrée au Luxembourg, l'entreprise implantée à Paris et à Montpellier reste régulièrement citée comme étant une réussite de la French Tech,, et revendique ses origines montpelliéraines.
En mars 2017, Altice rachète Teads pour 285 millions d'euros.
En février 2025, Outbrain a finalisé l’acquisition de Teads, donnant naissance à l’un des plus grands acteurs de la publicité digitale sur l’open internet. L’opération, qui fusionne deux plateformes majeures de branding et de performance publicitaire, marque un tournant stratégique dans l’écosystème de l’adtech.

## Historique

### 2009 - 2014: la fusion de Teads et Wikio
Teads est le nom d'une start-up créé à l'origine en 2011 au sein de l'incubateur de Cap Omega, puis celui de l'École des Mines d'Alès. Celle-ci monétise les publicités vidéo sur internet. Elle est à l'équilibre dès sa seconde année d'existence. Par la suite, elle connait de nombreuses mutations :

#### Wikio Group
Teads telle qu'elle est de nos jours trouve aussi ses origines dans Wikio, entreprise fondée par Pierre Chappaz après la revente de Kelkoo et qui propose alors notamment un moteur d'agrégation de news. Après la fusion avec Ebuzzing en 2009, Wikio est renommé Wikio Group dès septembre de l'année suivante. Au site de news Wikio, le groupe ajoute également dans son portefeuille le site Nomao et la plateforme de blogs Overblog. 

#### Wikio Group renommé Ebuzzing
Le site Wikio.fr se révèle un échec d'audience. Progressivement, le groupe se recentre sur son activité de régie publicitaire. En septembre 2011, il se renomme Ebuzzing et se repositionne en tant que « leader du social media marketing ». L'année suivante, la société BeeAd spécialisée en diffusion de vidéo de qualité est rachetée.

#### Ebuzzing and Teads devient Teads
Après la rencontre entre Pierre Chappaz et les fondateurs de Teads Media France, l'entreprise d'une trentaine de personnes, « spécialiste de la monétisation des publicités vidéo en ligne », Ebuzzing fusionne avec cette dernière en mars 2014. Le groupe ambitionne alors de devenir le « Criteo de la publicité vidéo » selon les termes de son dirigeant, utilisant la maitrise technique de Teads pour se transformer en régie publicitaire spécialisée. Finalement, dans le contexte des préparatifs d'une introduction en Bourse, la start-up Teads est dissoute en juillet 2014 et le groupe Ebuzzing and Teads devient Teads.

### Depuis 2014, expansion et rachat par Altice
Après s'être étendu en Amérique Latine, au Japon ou aux États-Unis, qui devient rapidement le premier marché de l'entreprise, ainsi que dans pratiquement une vingtaine de pays, le groupe lève des fonds pour s'implanter en Chine et plus largement en Asie,,,.
Les acquisitions continuent et fin 2016, c'est l'entreprise britannique Brainient (40 personnes), spécialisée dans la personnalisation des vidéos personnalisées en fonction des données recueillies, qui se voit achetée, puis intégrée au bureau de New-York, Teads Studio.
En mars 2017, Altice (Groupe présidé par Patrick Drahi) achète Teads, qui est alors décrite comme « une pépite », pour 285 millions d'euros.
En 2020, Thibault Leguillon succède à Geoffrey La Rocca comme directeur général France.
En juillet 2024, Altice annonce la vente de Teads à Outbrain pour 1 milliard de dollars. L'opération est finalisée début février 2025, Teads ayant été finalement valorisé à 900 millions de dollars. Outbrain et Teads effectue une fusion et garde le nom Teads. David Kostman, directeur général d'Outbrain devient directeur général de Teads.

## Activités de Teads
Teads a une activité commerciale sur deux tableaux : d'un côté une régie publicitaire et de l'autre une technologie vidéo qu'elle a développé.
Teads base son succès sur un format vidéo de publicités, le « inRead », devenu non intrusif pour les internautes, ; celui-ci est incorporé au sein des articles à consulter sur les sites,. La vidéo s'intercale au milieu des textes consultés, démarre puis s'arrête si la consultation de la page est poursuivie,,. La majorité de son audience est réalisée sur les téléphones portables. Teads reste à 2016 la première régie publicitaire par vidéo, devant YouTube et Facebook, avec 1,2 milliard de clics, ou un milliard de vidéos diffusées chaque mois. Une différence majeure est l'autonomie de cette vidéo publicitaire qui n'a pas besoin d'être additionnée au début d'une autre vidéo comme le pratique YouTube,. L'autre différence de Teads par rapport à ses concurrents est la facturation uniquement si la publicité est visionnée et pas seulement affichée. Au-delà du média diffusé, Teads fournit également un logiciel gérant les espaces publicitaires des sites.
Les clients de l'entreprise sont principalement de grands titres ou groupes de presse/médias : « on travaille avec les 500 plus grands médias de la planète » et « en France, nos formats de publicité vidéo sont adoptés par tous les quotidiens nationaux et la quasi-totalité des quotidiens régionaux » affirme Pierre Chappaz,,, mais également les grandes marques mondiales, ainsi que des sujets plus variés comme Hilary Clinton durant sa campagne présidentielle ; en France, Teads occupe 87 % de part de marché des sites de presse.

## Résultats financiers
En avril 2019, Teads (Altice) annonce avoir enregistré pour 2018 un chiffre d'affaires de 365 millions d'euros, en croissance de 30% par rapport à l'année 2017.